# 小烏丸 (落語)
『小烏丸』（こがらすまる）は古典落語の演目の一つ。『孝行娘』とも呼ばれ、上方では『竹光』と題して演じられる。主な演者に6代目・桂文治や桂歌丸が知られる。オチは考え落ちに分類される芝居噺で、同じく小烏丸が登場する演目の『矢橋船』でも同じ落ちとなっている。

## あらすじ
江戸に仏の幸右衛門とあだ名される主人が営む伊勢屋と言う大店があった。幸右衛門は妻に先立たれていたが、お照という娘を可愛がり暮らしていた。店ではおかじという女中が働いており、幸右衛門の世話を焼いていた。あるとき幸右衛門はおかじに手を付けてしまい、そのまま後添えとなった。後添えになったおかじは態度をかえ、仕事はせずに酒浸りの毎日を過ごすようになる。そのうちにおかじは出入りの元旗本の若い鍼医と密通するようになってしまうが、幸右衛門の周りの者たちはおかじを恐れ、おかじと鍼医の関係を幸右衛門に告げることはなかった。
義侠心の強い出入りの鳶の勝五郎はなんとか幸右衛門に知らせようと、川柳の本を差し出し「居候 亭主の留守にし候」「旅の留守 家にも胡麻の蠅がつき」「町内で 知らぬばかりは亭主なり」など間男を仄めかす川柳を読ませるが、人の好い幸右衛門は気が付かない。諦めて帰ろうとする勝五郎に幸右衛門は、台所で鍼医とおかじが酒を飲んでいるからお前も飲んでいけと勧める。勝五郎が怒りながら台所へ向かう途中、お照と出会う。お照はその怒りが本当であるならば助けてほしい、と勝五郎に頼む。二人は鍼医を追い出す企みを話し合った後に別れる。
お照は酔っぱらった鍼医に、あなたが好きだから駆け落ちしてほしいと懇願すると、鍼医は百両と小烏丸を盗み出してくれば一緒に逃げると答える。この小烏丸は、抜くとカラスが寄ってくると伝えられる鬼を退治した名刀であり、鍼医がこの店に出入りしていたのもこの刀を狙ってのことだった。この夜、鍼医とお照は店を抜け出して駆け落ちへと向かう。ところが、飛鳥山の中程まで来たとき、お照は鍼医へと百両と小烏丸を渡し、これは手切れ金なので戻ってくるなと告げる。激高した鍼医が、お照へと襲いかかろうとしたとき、勝五郎が助けに入る。
鍼医が勝五郎を切ろうと小烏丸を鞘から抜くと、スズメが集まってきた。小烏丸は竹光であった。